# مهرشاد اسدی
مهرشاد اسدی (زادهٔ ۱۵ مهر ۱۳۸۰) بازیکن فوتبال اهل ایران است که در پست دروازه‌بان برای باشگاه فوتبال پارس جنوبی جم بازی می‌کند.

## دوران باشگاهی
او در سال ۱۴۰۱ از پرسپولیس قائمشهر به پرسپولیس پیوست.

## افتخارات

### پرسپولیس
- لیگ برتر خلیج فارس
  - قهرمانی (۲): ۰۲–۱۴۰۱، ۰۳–۱۴۰۲
- جام حذفی
  - قهرمانی (۱): ۰۲–۱۴۰۱
- سوپر جام
  - قهرمانی (۱): ۱۴۰۲